# ماتیا پروئیتی
ماتیا پروئیتی (انگلیسی: Mattia Proietti؛ زادهٔ ۲۷ فوریهٔ ۱۹۹۲) بازیکن فوتبال است.
از باشگاه‌هایی که در آن بازی کرده‌است می‌توان به باشگاه فوتبال دلفینو پسکارا اشاره کرد.